# Мавлід
Мавлід (Маулід ан-Набі) (араб. مولد آلنبي, англ. Sham el-Nessim, що читається mawlid an-nabī «Народження Пророка», а в інших арабомовних країнах mawlid, múlid, mulud, milad) являє собою термін, що використовується для ознаменування дня народження пророка Мухаммеда, який народився в Рабі-аль-авваль, на третій місяць ісламського календаря.
Термін Мавлід також використовується в деяких арабських країнах, зокрема, в Єгипті, як загальний термін для святкування уродин інших історичних та релігійних персон, визначених як суфійські Святі. 

## Етимологія
Мавлід походить від арабського кореня слова ولد , що означає народити, народити дитину, нащадка .  У сучасному вживанні Маулід відноситься до святкування дня народження Мухаммеда.
Поряд із згадуванням про святкування народження Мухаммеда, термін Маулід відноситься до «тексту, спеціально складеного для святкування Різдва Мухаммеда та прочитаного під час нього» або «тексту, який читається або співається в цей день».

## Особливості календаря
На думку більшості мусульман- сунітів і деяких шиїтів, Мухаммад народився 12 числа місяця рабі аль-авваль .  Проте , багато мусульман-шиїтів 12-ти років стверджують, що Мухаммад народився 17 числа рабі аль-авваль . 
Це є предметом іхтілафу або розбіжностей, оскільки видатні шиїтські вчені, такі як Мухаммад ібн Якуб аль-Кулані, Ібн Бабавайх і Зайн ад-Дін аль-Джубаї аль-Амілі підтвердили дату 12 Рабі аль-Аваль. Тим не менш, інші стверджують, що дата народження Мухаммеда невідома і остаточно не зафіксована в ісламських традиціях. Проблема правильної дати Мауліда зафіксована Ібн Халліканом як перша доведена розбіжність щодо святкування.

## Історія свята
На початку ісламу святкування народження Мухаммеда як священного дня зазвичай влаштовувалося приватно, а пізніше збільшилася кількість відвідувачів у будинку Маулідів, який був відкритий цілий день спеціально для цього святкування.  Історія цього свята сягає корінням у перші дні ісламу, коли деякі з табіунів почали проводити сесії, під час яких поезія та пісні, складені на честь Мухаммеда, декламувалися та співалися перед натовпом. 
Ранні святкування включали елементи суфійського впливу, з жертвоприношеннями тварин і факельними ходами разом з публічними проповідями та бенкетами. Святкування відбувалися протягом дня, на відміну від сучасних обрядів, при цьому правитель грав ключову роль у церемоніях. Особливу увагу було приділено Ахль аль-Бейту з представленням проповідей і декламації Корану.
Різні течії Ісламу наводять свої аргументи на користь тлумачення тих чи інших подій та, що зрештою стає причиною теологічних суперечок.

## Особливості святкування
Маулід відзначається майже в усіх ісламських країнах, а також в інших країнах із значною кількістю мусульманського населення, таких як Ефіопія, Індія , Туреччина, Нігерія, Кот-д'Івуар, Ірак, Іран, Мальдіви, Марокко, Йорданія, Лівія , росія*, Велика Британія, і Канада.
Єдиним винятком є Катар і Саудівська Аравія , де це не є офіційним державним святом і заборонено. В останні десятиліття кінця 20 століття спостерігалася тенденція «заборонити або дискредитувати» Мауліда через зростання салафізму .